# Sada Cruzeiro Vôlei
Sada Cruzeiro Vôlei ist ein brasilianischer Volleyballverein aus Contagem, Minas Gerais, dessen Männermannschaft in der höchsten brasilianischen Liga spielt. Der Verein wurde 2006 durch Grupo Sada gegründet und 2009 mit der Volleyballabteilung vom Cruzeiro EC aus Belo Horizonte vereinigt. Seitdem ist Sada Cruzeiro einer der erfolgreichsten Vereine Brasiliens und Südamerikas.
Bekannte Nationalspieler wie Wallace de Souza, Danilo Gelinski, Kévin Le Roux, Nicolás Uriarte, Facundo Conte, Robertlandy Simón, Yoandy Leal, Samuel Fuchs, Taylor Sander, Lucas Provenzano, Juan Moreno, Paulo da Silva, Evandro Guerra, Fernando Kreling und Éder Carbonera sind oder waren bei Sada Cruzeiro aktiv. Die Mannschaft spielt in der brasilianischen Superliga und holte neun Mal den Meistertitel sowie acht Mal den Pokal. Außerdem gewann man elf Mal die südamerikanische Klubmeisterschaft und wurde fünf Mal Klubweltmeister.

## Erfolge
- Volleyball-Klub-Weltmeisterschaft:
  - Meister (5×): 2013, 2014, 2016, 2021, 2024
  - Vize-Meister: 2012, 2019

- Volleyball-Klub-Südamerikameisterschaft:
  - Meister (11×): 2012, 2014, 2016, 2017, 2018, 2019, 2020, 2022, 2023, 2024, 2025
  - Vize-Meister: 2015

- Superliga Brasileira de Voleibol:
  - Meister (9×): 2011/12, 2013/14, 2014/15, 2015/16, 2016/17, 2017/18, 2021/22, 2022/23, 2024/25[1]
  - Vize-Meister: 2010/11, 2012/13

- Copa Brasil de Voleibol (8×): 2014, 2016, 2018, 2019, 2020, 2021, 2023, 2024[2]

- Supercopa Brasileira de Voleibol (6×): 2016, 2017, 2018, 2022, 2023, 2024

- Campeonato Mineiro de Voleibol:
  - Meister (16×): 2008, 2010, 2011, 2012, 2013, 2014, 2015, 2016, 2017, 2018, 2019, 2020, 2021, 2022, 2023, 2024
  - Vize-Meister: 2006